# 短苞叉毛蓬
短苞叉毛蓬（学名：Petrosimonia oppositifolia）为藜科叉毛蓬属下的一个种。

## 扩展阅读
維基物種上的相關：短苞叉毛蓬